# Ɛ
Ɛ (أو حرف ɛ الصغير) هو  حرف لاتيني يستخدم في بعض اللغات الأفريقية وفي الأبجدية الصوتية الدولية، ويمثل صوت العلة الأمامي المفتوح الأوسط غير المدور.

## استخدم

### الأبجدية الصوتية الدولية
في الأبجدية الصوتية الدولية يمثل الحرف المتحرك الأمامي غير المدور شبه المفتوح، وهو حرف متحرك موجود في العديد من اللغات. الأحرف الصغيرة فقط. 

### اللغات الأفريقية
وفي بعض اللغات الأفريقية مثل اللينجالا والإيوي والنوير والكوموكس والدغباني وغيرها، يمثل حرف علة أمامي مفتوح نصف دائري. وفي لغات أفريقية أخرى مثل بعض اللغات البربرية، يمكن أن يمثل صوتًا حنجريًا ورنانًا.

## أكواد في الحوسبة
يتم تمثيل هذا الحرف عادةً بأحرف Unicode U+0190 الكبيرة (Ɛ) و U+025B الصغيرة (ɛ). 